# Ramal de Braga
El Ramal de Braga es un tramo ferroviario portugués que une las localidades de Nine, en la Línea del Miño, y Braga.

## Características
El ramal tiene cerca de 15 km y se desarrolló paralelamente al margen derecha del Río Este.
Este ramal permite la unión entre las ciudades de Braga y Oporto (en conjunto con la Línea del Miño) y presenta como servicios de pasajeros el servicio urbano y el servicio Alfa Pendular. El servicio urbano es prestado por los suburbanos de Porto, que hacen la vinculación entre Braga y Oporto con duraciones variables entre 0h45 a 1h10, en automotores eléctricas de la serie 3400. Otro servicio es el Alfa Pendular, prestado por la CP Larga Distancia, que permite la unión directa entre Braga y Lisboa, a través de automotores de la CP Serie 4000. La velocidad máxima permitida en el ramal es de 130 km/h.

### Material circulante
En 1995, los servicios regionales en el Ramal de Braga eran asegurados por automotores de la CP Serie 0400.

## Historia

### Planificación, construcción e inauguración
El 2 de julio de 1867, fue publicada una ley que autorizaba al estado a construir y explorar, entre otras conexiones, la línea de Porto a Braga; y, el 14 de  junio de 1872, un decreto ordenó que se iniciasse la construcción de un tramo entre Oporto y Galicia, pasando por Braga y Viana do Castelo.
El Ramal fue inaugurado el 21 de mayo de 1875, por el Rey D. Luís.
En septiembre de 1903, este tramo fue objetivo de sabotaje, siendo el curso de la vía obstruido.
El Decreto n.º 12.559, publicado en el Diário de la República de 27 de octubre de 1926, ordenó que se realizase un estudio sobre la posible electrificación, entre otros tramos, de la línea entre Oporto y Braga. El Decreto n.º 20.618, de 4 de diciembre de 1931, presentó el programa para las mejoras a realizar en las Líneas del Estado en 1932; en ese programa figuran, entre otras orientaciones, la renovación de vía y de puentes entre Ermesinde y Braga.
En noviembre de 1988, se realizó, en este Ramal, un servicio especial, remolcado por la locomotora CP 014.

### Modernización
En 2003/2004 el ramal sufrió una intervención del trazado, en que fue electrificada y duplicada la línea.